# فاطمه طاهری
فاطمه صفرطاهری اصفهانی (۶ فروردین ۱۳۱۸ – ۱۷ فروردین ۱۳۹۱) هنرپیشه اهل ایران بود.

## زندگی‌نامه
وی در تهران متولد شد و فعالیت هنری‌اش را در سال ۱۳۳۶ با حضور در تئاتر آغاز کرد و از سال ۱۳۶۶ با حضور در فیلم «تحفه‌ها» وارد سینما شد.

### درگذشت

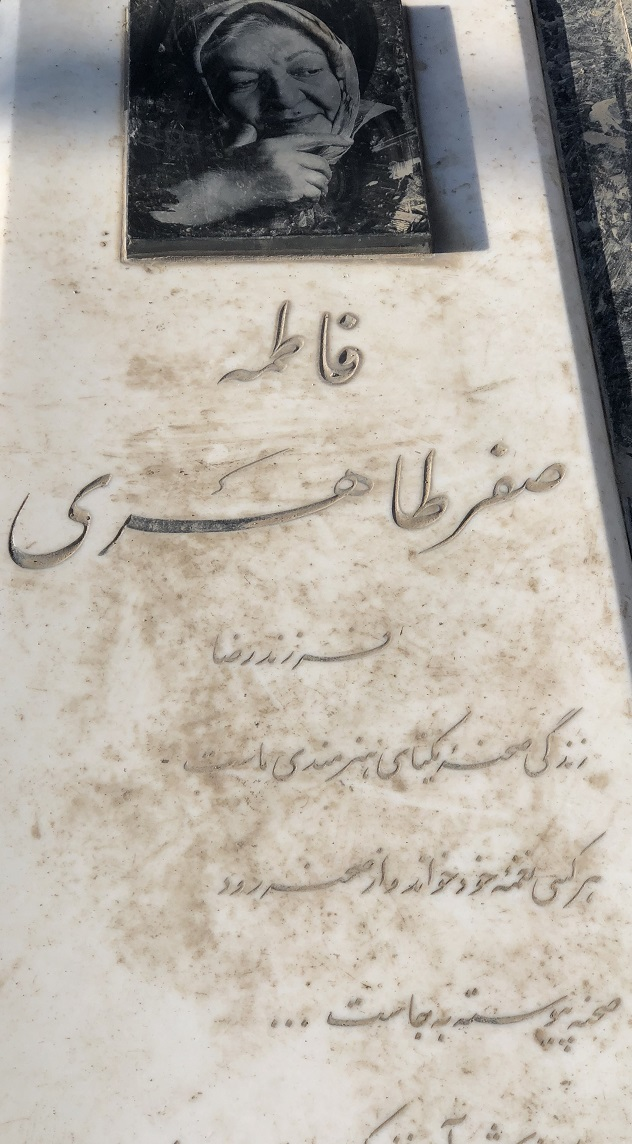
قبر طاهری در قطعه هنرمندان بهشت زهرا

فاطمه طاهری، صبح پنج‌شنبه ۱۷ فروردین ۱۳۹۱ در پی سکته قلبی در منزلش درگذشت و به بیمارستان پارسیان منتقل شد.

## کارنامهٔ هنری

### سینمایی
1. گرگ و میش (۱۳۸۵)
2. پشت پرده مه (۱۳۸۳)
3. مهمان مامان (۱۳۸۲)
4. دختری بنام تندر (۱۳۷۹)
5. شوخی (۱۳۷۸)
6. طوطیا (۱۳۷۷)
7. تارهای نامریی (۱۳۷۶)
8. زن امروز (۱۳۷۵)
9. شیرین و فرهاد (۱۳۷۴)
10. مرد آفتابی (۱۳۷۴)
11. بی‌قرار (۱۳۷۳)
12. راه افتخار (۱۳۷۳)
13. مهریه بی‌بی (۱۳۷۳)
14. آبادانی‌ها (۱۳۷۱)
15. رابطه پنهانی (۱۳۷۱)
16. طعمه (۱۳۷۱)
17. مستاجر (۱۳۷۱)
18. انفجار در اتاق عمل (۱۳۷۰)
19. خانواده کوچک ما (۱۳۷۰)
20. دیدار در استانبول (۱۳۷۰)
21. شهر در دست بچه‌ها (۱۳۷۰)
22. نرگس (۱۳۷۰)
23. سفر جادویی (۱۳۶۹)
24. همه یک ملت (۱۳۶۹)
25. زیر بام‌های شهر (۱۳۶۸)
26. هامون (۱۳۶۸)
27. روز باشکوه (۱۳۶۷)
28. طوبی (۱۳۶۷)
29. تحفه‌ها (۱۳۶۶)

### مجموعه تلویزیونی
| سال       | نام                       | سمت          | کارگردان                  | توضیحات                                                                      |
| --------- | ------------------------- | ------------ | ------------------------- | ---------------------------------------------------------------------------- |
| ۱۳۹۱–۱۳۹۰ | تله‌فیلم «جاودانگی»        | بازیگر       | محسن توکلی                | صدا و سیمای مرکز خراسان شمالی                                                |
| ۱۳۹۱–۱۳۹۰ | تله‌فیلم «بی‌خوابی شیرین»   | بازیگر       | بیژن صمصامی               |                                                                              |
| ۱۳۹۰      | تله‌فیلم «همکلاسی آسمان»   | بازیگر       | محمود ناظری               | شبکه ۳                                                                       |
| ۱۳۹۰      | تله‌فیلم «عروسی‌خانه»       | بازیگر       | محسن توکلی                | صدا و سیمای مرکز اراک                                                        |
| ۱۳۹۰      | تله‌فیلم «خواب نرگس»       | بازیگر       | مریم فتحی‌فر               | صدا و سیمای مرکز ساری                                                        |
| ۱۳۹۰      | تله‌فیلم «کوردینیتور»      | بازیگر       | حسین بیات                 |                                                                              |
| ۱۳۸۹      | تله‌فیلم «شانس یا…»        | بازیگر       | علی میری رامشه            |                                                                              |
| ۱۳۸۹      | تله‌فیلم «عهدشکنی»         | بازیگر       | محسن توکلی                |                                                                              |
| ۱۳۸۹      | تله‌فیلم «احیاء»           | بازیگر       | آرش میراحمدی              |                                                                              |
| ۱۳۸۹      | تله‌فیلم «پاقدم»           | بازیگر       | نصرت‌الله قاضی             |                                                                              |
| ۱۳۸۹      | دارا و ندار               | بازیگر       | مسعود ده‌نمکی              |                                                                              |
| ۱۳۸۸      | عملیات ۱۲۵ (سری دوم)      | بازیگر       | محمدرضا آهنج              | شبکه تهران                                                                   |
| ۱۳۸۸      | دفترخانه شماره ۱۳         | بازیگر مهمان | سید وحید حسینی            | شبکه ۱                                                                       |
| ۱۳۸۸      | تله‌فیلم «قول»             | بازیگر       | جواد افشار                | شبکه ۲                                                                       |
| ۱۳۸۸      | تله‌فیلم «عطش»             | بازیگر       | کامبیز کاشفی              | شبکه ۲                                                                       |
| ۱۳۸۸      | تله‌فیلم «پسری شبیه بابا»  | بازیگر       | عظیمه هارون‌الرشیدی        |                                                                              |
| ۱۳۸۸      | تله‌فیلم «ساعت گیج زمان»   | بازیگر       | فرزاد مؤتمن               |                                                                              |
| ۱۳۸۸      | تله‌فیلم «نشانی»           | بازیگر       | داریوش ربیعی              | صدا و سیمای مرکز چهارمحال و بختیاری                                          |
| ۱۳۸۸      | تله‌فیلم «مهمان بابا»      | بازیگر       | جواد مزدآبادی             | در عید فطر ۱۳۸۸ از شبکه تهران پخش شد.                                        |
| ۱۳۸۷      | تله‌فیلم «پدر کاغذی»       | بازیگر       | علیرضا اسحاقی             | شبکه تهران                                                                   |
| ۱۳۸۷–۱۳۸۶ | تله‌فیلم «مزد عشق»         | بازیگر       | محمود مقامی               |                                                                              |
| ۱۳۸۶–۱۳۸۵ | با من قرار بگذار          | بازیگر       | عباس مرادیان              | صدا و سیمای مرکز قم                                                          |
| ۱۳۸۶      | تله‌فیلم «جادهٔ آسمان»      | بازیگر       | کامبیز کاشفی              | شبکه ۲                                                                       |
| ۱۳۸۵      | تله‌فیلم «راز گل شب‌بو»     | بازیگر       | عبدالعلی مکرمی            |                                                                              |
| ۱۳۸۵      | جابر بن حیان              | بازیگر       | جواد افشار                |                                                                              |
| ۱۳۸۴      | زائرسرای ممتاز            | بازیگر       | حمید بهمنی                | سیمای مرکز قم                                                                |
| ۱۳۸۴      | روح مهربان                | بازیگر       | امیر قویدل                |                                                                              |
| ۱۳۸۳      | سایه آفتاب                | بازیگر       | محمدرضا آهنج              |                                                                              |
| ۱۳۸۲      | شهر باران                 | بازیگر       | سید جواد هاشمی            |                                                                              |
| ۱۳۸۱      | خانه کلاه قرمزی           | بازیگر مهمان | حمید جبلی ایرج طهماسب     | شبکه ۱                                                                       |
| ۱۳۸۱      | بدون شرح                  | بازیگر مهمان | مهدی مظلومی               | شبکه ۳                                                                       |
| ۱۳۸۰      | دردسرهای طلایی            | بازیگر       | شاپور قریب                |                                                                              |
| ۱۳۸۰      | بیابان عشق                | بازیگر       | هوشنگ هدایتی              | در برنامه «سیمای خانواده» شبکه ۱ پخش می‌شد.                                   |
| ۱۳۸۰      | قسمت                      | بازیگر       | علی ملاجانی               | در برنامهٔ «سیمای خانواده» پخش می‌شد.                                          |
| ۱۳۸۰–۱۳۷۹ | غروب بی‌پایان              | بازیگر       | هوشنگ هدایتی              | شبکه ۱                                                                       |
| ۱۳۷۹      | پانزده مسافر              | بازیگر       | مهدی طاهری                | هر روز ظهر از «سیمای خانواده» پخش می‌شد.                                      |
| ۱۳۷۹      | مسافر                     | بازیگر       | سیروس مقدم                | شبکه تهران                                                                   |
| ۱۳۷۹      | همسفر                     | بازیگر مهمان | قاسم جعفری                | شبکه ۳                                                                       |
| ۱۳۷۹      | این یک دادگاه نیست        | بازیگر       | اصغر توسلی                | شبکه تهران                                                                   |
| ۱۳۷۹      | مهر پنهان                 | بازیگر       | محمدنجف اوشانی            |                                                                              |
| ۱۳۷۸      | کاشانه                    | بازیگر       | قاسم جعفری                | شبکه ۳                                                                       |
| ۱۳۷۸      | خاطرات طویل               | بازیگر       | فریدون حسن‌پور             | بازی در اپیزود «لبخند پهلوان»                                                |
| ؟         | عروسک مادر بزرگ           | بازیگر       | سید مجتبی یاسینی          | اواخر دهه هفتاد از برنامه کودک شبکه ۲ پخش می‌شد.                              |
| ؟         | رنگ خیال                  | بازیگر       | علی بیابانی               | در نیمه دوم دههٔ هفتاد در برنامهٔ «سیمای خانواده» پخش می‌شد.                    |
| ۱۳۷۸–۱۳۷۷ | زیر بازارچه               | بازیگر       | رضا ژیان                  | شبکه ۲                                                                       |
| ۱۳۷۸–۱۳۷۷ | کیف انگلیسی               | بازیگر       | سید ضیاءالدین دری         | شبکه ۱                                                                       |
| ۱۳۷۸–۱۳۷۷ | مرگ در سکوت               | بازیگر       | شهریار پارسی‌پور           | شبکه ۲                                                                       |
| ۱۳۷۷      | تولدی دیگر                | بازیگر       | داریوش فرهنگ              | شبکه تهران                                                                   |
| ۱۳۷۷–۱۳۷۶ | فردا دیر است              | بازیگر       | حسن فتحی                  |                                                                              |
| ۱۳۷۷–۱۳۷۶ | پسران عاقل                | بازیگر مهمان | فریدون حسن‌پور             | برنامه کودک و نوجوان شبکه ۲                                                  |
| ۱۳۷۶      | پله‌های امید               | بازیگر       | حسین کامران               | نویسنده: «سادنیک چم» / شبکه ۱                                                |
| ۱۳۷۶      | زیر یک سقف                | بازیگر       | عبدالله صادقی             | در برنامه «سیمای خانواده» پخش می‌شد.                                          |
| ۱۳۷۶      | نسیم                      | بازیگر       | ابوالقاسم معارفی          | در رمضان ۱۳۷۶ از شبکه ۱ پخش شد.                                              |
| ۱۳۷۶–۱۳۷۴ | پهلوانان نمی‌میرند         | بازیگر       | حسن فتحی                  | شبکه ۲                                                                       |
| ۱۳۷۶–۱۳۷۵ | بازگشت به خانه            | بازیگر       | مسعود نوابی               | شبکه ۱                                                                       |
| ۱۳۷۵      | چشم دل                    | بازیگر       | رامین گودرزی‌نژاد          | شبکه ۱                                                                       |
| ۱۳۷۵      | دشمن                      | کارگردان     | عبدالرضا اکبری            | شبکه ۱                                                                       |
| ۱۳۷۵      | ماجراهای خانه شماره ۱۳    | بازیگر       | اسماعیل میهن‌دوست          | شبکه ۱                                                                       |
| ۱۳۷۵      | بهترین تابستان من         | بازیگر       | علی بهادر                 | شبکه ۱                                                                       |
| ۱۳۷۵      | ضیافت                     | بازیگر       | حسین فرخی                 | شبکه ۱                                                                       |
| ۱۳۷۵      | چشم دل                    | بازیگر       | رامین گودرزی‌نژاد          | شبکه ۱                                                                       |
| ۱۳۷۵      | هوای تازه                 | بازیگر       | حسن فتحی محمد رحمانیان    | شبکه ۳                                                                       |
| ۱۳۷۵      | تله‌فیلم «سرزمین ملائک»    | بازیگر       | علی غفاری                 | شبکه ۱                                                                       |
| ۱۳۷۵–۱۳۷۴ | دبیرستان خضراء            | بازیگر       | اکبر خواجویی              | شبکه ۲                                                                       |
| ۱۳۷۵–۱۳۷۴ | وکلای جوان                | بازیگر       | بهرام کاظمی               | شبکه ۲                                                                       |
| ۱۳۷۴–۱۳۷۵ | حقیقت در آینه             | بازیگر       | اسماعیل میهن‌دوست          | از برنامه «سیمای خانواده» پخش می‌شد.                                          |
| ؟         | پله‌های امید               | بازیگر       | ؟                         | اواسط دههٔ ۷۰ در برنامه «سیمای خانواده» پخش می‌شد.                             |
| ؟         | راز تنهایی                | بازیگر       | محمود رضایی               | اواسط دههٔ ۷۰ در برنامه «سیمای خانواده» پخش می‌شد.                             |
| ؟         | با من بمان، مادر          | بازیگر       | علی عسگری                 | اواسط دههٔ ۷۰ در برنامهٔ «سیمای مدرسه» پخش می‌شد.                               |
| ۱۳۷۴      | آرزوی پردردسر             | بازیگر       | محمود جعفری               | شبکه ۱                                                                       |
| ۱۳۷۳–۱۳۷۴ | بهاران در بهار            | بازیگر       | غلامرضا رمضانی            | در رمضان ۱۳۷۴ از شبکه ۲ پخش شد.                                              |
| ۱۳۷۳      | همسران                    | بازیگر مهمان | بیژن بیرنگ مسعود رسام     | شبکه ۲                                                                       |
| ۱۳۷۳      | بازگشت به خانه            | بازیگر       | مسعود نوابی               | شبکه ۱                                                                       |
| ۱۳۷۳      | شال و انگشتر              | بازیگر       | عبدالرضا اکبری            | شبکه ۱                                                                       |
| ۱۳۷۳      | نیمهٔ پنهان ماه            | بازیگر       | مجید جعفری                | در رمضان ۱۳۷۳ از شبکه ۱ پخش شد.                                              |
| ۱۳۷۳      | آفتاب و عزیزخانم          | بازیگر       | رضا میرکریمی              | از برنامه کودک و نوجوان شبکه ۲ پخش می‌شد.                                     |
| ۱۳۷۲      | هفته پرماجرا              | بازیگر       | عباس زارعیان فریدون فکوری | شبکه ۱                                                                       |
| ۱۳۷۱      | تله‌فیلم «لبخند سبز پاییز» | بازیگر       | علی بیابانی               |                                                                              |
| ۱۳۷۱–۱۳۷۲ | آپارتمان                  | بازیگر       | اصغر هاشمی                | شبکه ۱                                                                       |
| ۱۳۶۹–۱۳۷۲ | مش‌خیرالله صندوقچه اسرار   | بازیگر       | داریوش مؤدبیان            | در نقش «مش‌خیرالله» / شبکه ۲                                                  |
| ۱۳۷۰–۱۳۷۱ | تعطیلات نوروزی            | بازیگر       | خسرو ملکان                | در نوروز ۱۳۷۱ از شبکه ۱ پخش شد.                                              |
| ۱۳۷۱      | خاله سارا                 | بازیگر       | فرامرز باصری              | شبکه ۱                                                                       |
| ۱۳۷۱      | یک سؤال و چند جواب        | بازیگر       | حسین فردرو                | بخش‌های نمایشی گوناگون با مضمون مسائل آموزشیِ خانواده‌ها که از شبکه ۲ پخش می‌شد. |
| ۱۳۷۰      | گل پامچال                 | بازیگر       | محمدعلی طالبی             | شبکه ۲                                                                       |
| ۱۳۷۰      | «به‌دنبال مهر»             | بازیگر       | فریدون فرهودی             | شبکه ۲                                                                       |
| ۱۳۷۰      | این خانه دور است          | بازیگر       | بیژن بیرنگ مسعود رسام     | در سال ۱۳۷۴ از شبکه ۲ پخش شد.                                                |
| ۱۳۶۸–۱۳۶۹ | ازدواج پرماجرا            | بازیگر       | منوچهر پوراحمد            | در نوروز ۱۳۶۹ از شبکه ۱ پخش شد.                                              |
| ۱۳۶۵      | اُغُر بخیر                  | بازیگر       | مجید بهشتی                | شبکه ۱                                                                       |
| ۱۳۶۴–۱۳۶۵ | سایهٔ همسایه               | بازیگر       | اسماعیل خلج               | شبکه ۲                                                                       |